# Léon Alfred Jouen
Léon Alfred Jouen, né le 20 juillet 1864 à Darnétal et mort le 16 mai 1933 à Marseille, est un professeur au grand séminaire de Rouen, auteur de nombreux ouvrages historiques.

## Biographie
Ordonné prêtre en 1888, il devient vicaire de Saint-Michel du Havre puis curé d'Osmonville.
Professeur au grand séminaire, il est directeur du Bulletin religieux de l'archidiocèse de Rouen.
Il habite en 1913 au no 2D rue des Minimes à Rouen.
Il est reçu à Académie des sciences, belles-lettres et arts de Rouen en 1913. Vice-président (1920) puis président (1921), il est secrétaire de la classe des Lettres en 1916-1919 et 1923-1931.
En 1926, la Société française d'archéologie lui décerne une médaille d'argent lors du Congrès archéologique de France.
Il est inhumé au cimetière de Bonsecours.

## Sources bibliographiques
- JOUEN Léon Alfred sur Cths
- Fiche de JOUEN (Chanoine) sur rouen-histoire.com